# Campionat d'escacs de l'Uruguai
El campionat d'escacs de l'Uruguai és una competició d'escacs organitzada des del 1927 per determinar el campió nacional de l'Uruguai.

## Quadre d'honor
| Any     | Guanyador                                                     |
| ------- | ------------------------------------------------------------- |
| 1927    | José Gabarain                                                 |
| 1928    | Héctor Anaya Oger                                             |
| 1929    | Julio C. Balparda Muró                                        |
| 1931    | Carlos Hounié Fleurquin                                       |
| 1934    | Julio C. Balparda Muró                                        |
| 1935    | Carlos Hounié Fleurquin                                       |
| 1936    | Julio C. Balparda Muró                                        |
| 1937    | Alfredo F. Olivera                                            |
| 1938    | Ernesto J. Rotunno                                            |
| 1939    | Ernesto J. Rotunno                                            |
| 1940    | Arturo Liebstein                                              |
| 1941    | José Cánepa                                                   |
| 1942    | Arturo Liebstein                                              |
| 1943    | Arturo Liebstein                                              |
| 1944    | Alfredo F. Olivera                                            |
| 1945    | Lorenzo R. Bauzá                                              |
| 1946    | Carlos Hounié Fleurquin                                       |
| 1947    | Alfredo F. Olivera                                            |
| 1948    | Luis Roux Cabral                                              |
| 1949    | Santiago Trasmonte                                            |
| 1950    | Lorenzo R. Bauzá                                              |
| 1951    | Héctor Corral, Lorenzo R. Bauzá                               |
| 1952    | Santiago Trasmonte                                            |
| 1953    | Walter Estrada                                                |
| 1954    | Lorenzo R. Bauzá                                              |
| 1955    | Lorenzo R. Bauzá                                              |
| 1956    | Fernando Rubio Aguado                                         |
| 1957    | Alfredo F. Olivera                                            |
| 1958    | Antonio Bachini                                               |
| 1959    | Walter Estrada                                                |
| 1960    | Walter Estrada                                                |
| 1961    | Walter Estrada                                                |
| 1962    | Eduardo Etcheverry                                            |
| 1963    | Alfredo F. Olivera                                            |
| 1964    | Guillermo R. Puiggrós                                         |
| 1965    | José L. Álvarez del Monte                                     |
| 1966    | Walter Estrada                                                |
| 1967    | Walter Estrada                                                |
| 1968    | José L. Álvarez del Monte                                     |
| 1969    | Pedro Lamas                                                   |
| 1970    | Luis Roux Cabral                                              |
| 1971    | Roberto Silva Nazzari                                         |
| 1972    | Pedro Lamas                                                   |
| 1973    | Walter Estrada                                                |
| 1974    | Otto Benítez                                                  |
| 1975    | Otto Benítez                                                  |
| 1976    | José Bademian                                                 |
| 1977    | Walter Estrada                                                |
| 1978    | Juan C. Viana                                                 |
| 1979    | Walter Estrada                                                |
| 1980    | Manuel Dienavorian                                            |
| 1981    | Alejandro Bauzá                                               |
| 1982    | Daniel Rivera                                                 |
| 1983    | Ivo Kurtic                                                    |
| 1984    | Bernardo Roselli Mailhe                                       |
| 1985    | Daniel Rivera                                                 |
| 1986    | Bernardo Roselli Mailhe                                       |
| 1987    | Manuel Dienavorian                                            |
| 1988    | Enrique Almada                                                |
| 1989    | Enrique Almada                                                |
| 1990    | Bernardo Roselli Mailhe                                       |
| 1991    | Daniel Perchman                                               |
| 1992    | Daniel Izquierdo                                              |
| 1993    | Bernardo Roselli Mailhe                                       |
| 1994    | Bernardo Roselli Mailhe                                       |
| 1995    | vacant (no hi va haver matx pel títol, Roselli vs. Izquierdo) |
| 1996    | Jorge Brasó                                                   |
| 1997    | Alfonso Pérez                                                 |
| 1998    | Bernardo Roselli Mailhe                                       |
| 1999    | Gabriel Curi                                                  |
| 2000    | Bernardo Roselli Mailhe                                       |
| 2001    | Bernardo Roselli Mailhe                                       |
| 2002    | Bernardo Roselli Mailhe                                       |
| 2003    | Martín Crosa Coll                                             |
| 2004    | Bernardo Roselli Mailhe                                       |
| 2005    | Bernardo Roselli Mailhe                                       |
| 2006    | Daniel Izquierdo                                              |
| 2007    | Bernardo Roselli Mailhe                                       |
| 2008    | Bernardo Roselli Mailhe                                       |
| 2009    | Bernardo Roselli Mailhe                                       |
| 2010    | Manuel Larrea                                                 |
| 2011    | Bernardo Roselli Mailhe                                       |
| 2012    | Andrés Rodríguez                                              |
| 2013    | Manuel Larrea                                                 |
| 2014    | Nicolás López Azambuja                                        |
| 2015[1] | Manuel Larrea                                                 |
| 2016[2] | Bernardo Roselli Mailhe                                       |
| 2017    | Bernardo Roselli Mailhe                                       |
| 2018    | Andres Rodriguez                                              |
| 2019    | Bernardo Roselli Mailhe                                       |
| 2020    | Bernardo Roselli Mailhe                                       |
| 2021    | Bernardo Roselli Mailhe                                       |
| 2022    | Alejandro Hoffman                                             |
| 2023    | Bernardo Roselli Mailhe                                       |
| 2024    | Andres Rodriguez                                              |

## Campionats femenins[3]
| #       | Any  | Guanyadora                  |
| ------- | ---- | --------------------------- |
| I       | 1978 | Isabel de los Santos        |
| II      | 1979 | Isabel de los Santos        |
| III     | 1981 | Isabel de los Santos        |
| IV      | 1982 | Isabel de los Santos        |
| V       | 1983 | Silvia Lamas                |
| VI      | 1984 | Silvia Lamas                |
| VII     | 1985 | Maria Auxiliadora Fernandez |
| VIII    | 1986 | Isabel de los Santos        |
| IX      | 1987 | Isabel de los Santos        |
| X       | 1988 | Isabel de los Santos        |
| XI      | 1989 | Isabel de los Santos        |
| XII     | 1990 | Isabel de los Santos        |
| XIII    | 1991 | Susana Michelena            |
| XIV     | 1992 | Susana Michelena            |
| XV      | 1993 | Nancy Birriel               |
| XVI     | 1994 | Isabel de los Santos        |
| XVII    | 1995 | Nancy Birriel               |
| XVIII   | 1996 | Nadia Echeveste             |
| XIX     | 1997 | Nadia Echeveste             |
| XX      | 1998 | Isabel de los Santos        |
| XXI     | 1999 | Natalia Silva Rosas         |
| XXII    | 2000 | Natalia Silva Rosas         |
| XXIII   | 2001 | Leticia Vilariño            |
| XXIV    | 2002 | Leticia Vilariño            |
| XXV     | 2003 | Natalia Silva Rosas         |
| XXVI    | 2004 | Leticia Vilariño            |
| XXVII   | 2005 | Leticia Vilariño            |
| XXVIII  | 2006 | Leticia Vilariño            |
| XXIX    | 2007 | Camila Colombo              |
| XXX     | 2008 | Camila Colombo              |
| XXXI    | 2009 | Camila Colombo              |
| XXXII   | 2010 | Camila Colombo              |
| XXXIII  | 2011 | Patricia de Leon            |
| XXXIV   | 2012 | Camila Colombo              |
| XXXV    | 2013 | Camila Colombo              |
| XXXVI   | 2014 | Camila Colombo              |
| XXXVII  | 2015 | Patricia de Leon            |
| XXXVIII | 2016 | Patricia de Leon            |
| XXXIX   | 2017 | Patricia de Leon            |
| XL      | 2018 | Patricia de Leon            |
| XLI     | 2019 | Lucia Malan                 |
| XLII    | 2020 | Andreina Quevedo            |
| XLIII   | 2021 | Andreina Quevedo            |
| XLIV    | 2022 | Andreina Quevedo            |
| XLV     | 2023 | Niahara Fabra               |
| XLVI    | 2024 | Sofia Roepke                |